# Ludvig Phister
Joachim Ludvig Phister (født 23. maj 1807 i København, død 15. september 1896 sammesteds) var en dansk skuespiller. Han regnes for 1800-tallets mest fremragende fremstiller af komiske Holbergfigurer.
Phistersvej i Hellerup er opkaldt efter ham.
Han blev Ridder af Dannebrog 1852, Dannebrogsmand 1867, titulær professor 1873 og modtog Fortjenstmedaljen i guld 1884.
Ludvig Phister var gift med skuespillerinden Louise Phister.
Både han og Louise er begravet på Holmens Kirkegård i København.